# دماغه رودون
دماغه رودون (به لاتین: Cape of Rodon) یک دماغه و شبه‌جزیره در آلبانی است که در شهرستان دورس واقع شده‌است.